# Real Zaragoza 1994-1995
Questa voce raccoglie le informazioni riguardanti il Real Saragozza nelle competizioni ufficiali della stagione 1994-1995

## Rosa

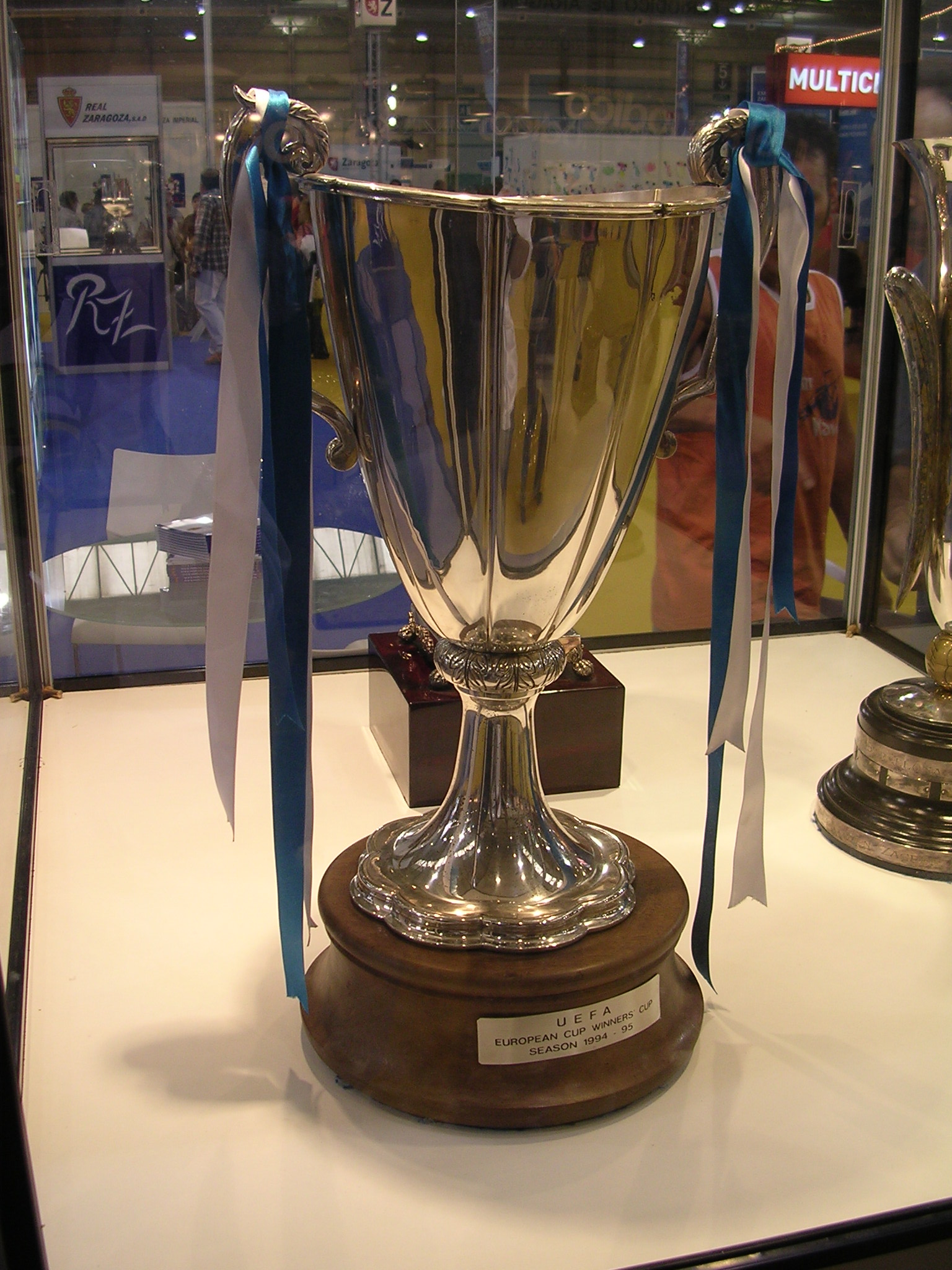
La Coppa delle Coppe 1994-1995

| N. |                      | Ruolo | Calciatore         |
| -- | -------------------- | ----- | ------------------ |
| 1  | Spagna (bandiera)    | P     | Andoni Cedrún      |
| 2  | Spagna (bandiera)    | D     | Alberto Belsué     |
| 3  | Spagna (bandiera)    | D     | Xavier Aguado      |
| 4  | Argentina (bandiera) | D     | Fernando Cáceres   |
| 5  | Spagna (bandiera)    | D     | Jesús Ángel Solana |
| 6  | Spagna (bandiera)    | C     | Santiago Aragón    |
| 7  | Uruguay (bandiera)   | C     | Gustavo Poyet      |
| 8  | Spagna (bandiera)    | C     | Nayim              |
| 9  | Argentina (bandiera) | A     | Juan Esnáider      |
| 10 | Spagna (bandiera)    | A     | Miguel Pardeza     |
| 11 | Spagna (bandiera)    | A     | Francisco Higuera  |
| 12 | Spagna (bandiera)    | P     | Juanmi García      |

| N. |                      | Ruolo | Calciatore           |
| -- | -------------------- | ----- | -------------------- |
| 13 | Spagna (bandiera)    | C     | Geli                 |
| 14 | Spagna (bandiera)    | C     | Jesús García Sanjuán |
| 15 | Spagna (bandiera)    | C     | Óscar Luis Celada    |
| 16 | Brasile (bandiera)   | D     | Cafu                 |
| 17 | Spagna (bandiera)    | P     | José Belman          |
| 18 | Argentina (bandiera) | C     | Darío Javier Franco  |
| 19 | Spagna (bandiera)    | A     | José Luis Loreto     |
| 20 | Spagna (bandiera)    | C     | José Aurelio Gay     |
| 21 | Spagna (bandiera)    | C     | Iñigo Lizarralde     |
| 22 | Spagna (bandiera)    | D     | Sergi López          |
| 23 | Spagna (bandiera)    | D     | Luis Carlos Cuartero |